# Trixagus rougeti
Trixagus rougeti là một loài bọ cánh cứng trong họ Throscidae. Loài này được Fauvel miêu tả khoa học năm 1885.